# Cimitero della Mojazza
Il cimitero della Mojazza (o della Moiazza), storicamente chiamato cimitero di Porta Comasina, poi di Porta Garibaldi, era uno dei cinque cimiteri cittadini, collocati fuori dalle porte di Milano, soppressi negli anni successivi all'apertura del monumentale e del Cimitero Maggiore. Sorto nel 1685 presso la cascina Mojazza, fuori da porta Comasina, in un'area individuabile oggi fra le vie Jacopo Dal Verme, Cola Montano, Angelo della Pergola e piazza Archinto, venne in seguito trasferito nel 1786 in un'area corrispondente all'attuale piazzale Lagosta. L'intera area cimiteriale faceva capo alla vicina Chiesa di Santa Maria alla Fontana, mentre l'ingresso era vicino alla via Perasto, allora conosciuta come strada della Magna, da cui prese il suo nome l'ampia area incolta a est dell'Isola.
Nel cimitero trovarono sepoltura, nel corso dei secoli, personaggi illustri fra i quali Cesare Beccaria, Giuseppe Parini, Melchiorre Gioia e Francesco Melzi d'Eril. La tradizione vuole che qui venissero sepolti i resti ancora sanguinolenti dello sventurato Ministro delle finanze del Regno Italico Giuseppe Prina, assassinato dalla folla nei pressi della sua abitazione il 20 aprile 1814. Nei giorni successivi l'assassinio sarebbero apparsi all'ingresso del cimitero i seguenti versi: «PER L'OCCULTA PIETÀ DI UOMINI ONESTI / GIACCIONO QUI DEL PIÙ FEDEL MINISTRO  / I MASSACRATI MISERANDI RESTI»

## Origine del nome
L'appellativo mojazza, che identificava sia il cimitero che la vicina cascina Mojazza, derivava dalla peculiarità del terreno dell'area, fortemente imbevuto d'acqua piovana ristagnante e che filtrava dai vicini corsi d'acqua; il verbo mojà, in dialetto milanese, significa infatti inzuppare, ammollare o intingere in un liquido, da cui il sostantivo mojàscia che sta per poltiglia, melma, fanghiglia. La particolarità acquitrinosa del terreno determinò poi l'inservibilità del primo cimitero e ne impose la chiusura nel 1786.

## Storia

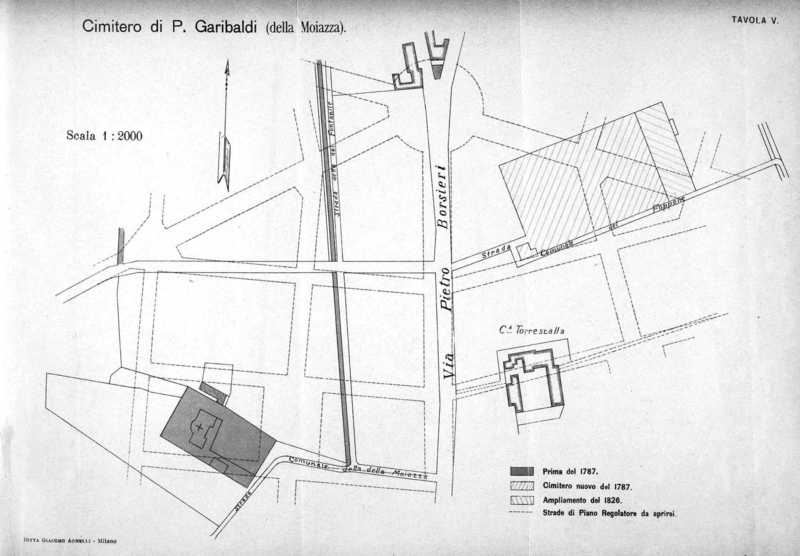
Ubicazione dei due cimiteri della Mojazza, con le nuove vie del piano regolatore.

### Il primo cimitero (1685-1786)
Nella sua esistenza precedente il 1685 il cimitero della Mojazza era un semplice foppone o fossa, con una cappella e circondato da una siepe, utilizzato per inumarvi alla rinfusa i morti provenienti dalle terre vicine.
Più tardi abbandonato, il primo vero cimitero fu aperto nel 1685 a cura dei deputati della Congregazione della veneranda fabbrica della S. Croce (già custodi del precedente foppone), insieme con l'architetto Andrea Biffi, poi sepolto nella chiesa di Sant'Antonio Abate. Il cimitero sorse per sopperire alla mancanza di spazio all'interno dei cimiteri cittadini che sorgevano nei pressi delle chiese. Vi vennero pertanto deposti i resti riesumati da quelli. Dopo che l'imperatore d'Austria Giuseppe II nel 1782 aveva abolito la sepoltura dei morti all'interno delle mura cittadine, mentre gli altri cimiteri extraurbani si andarono ad ingrandire per consentire un maggior numero di sepolture, il cimitero della Mojazza - giudicato inservibile dai fisici collegiati conservatori del Tribunale della sanità - rimase pressoché immutato. L'inservibilità del cimitero era già emersa col trasferimento della salma di santa Purissima dall'oratorio di San Giuseppe (interno al cimitero) alla chiesa della Santissima Trinità.
Il 28 gennaio 1788 la corporazione ecclesiastica - proprietaria dei fopponi extramurali - ne faceva formalmente dono alla città. Tuttavia, fra questi non era annoverato il vecchio cimitero della Mojazza, alienato due anni prima dalla Confraternita di San Giuseppe, per pagare i debiti. Sull'area sconsacrata andarono a sorgere ben presto diverse abitazioni private; all'interno della vecchia chiesetta della Congregazione si insediò invece l'Osteria del Buongiorno, ancora nota ai più vecchi abitanti del quartiere Isola.

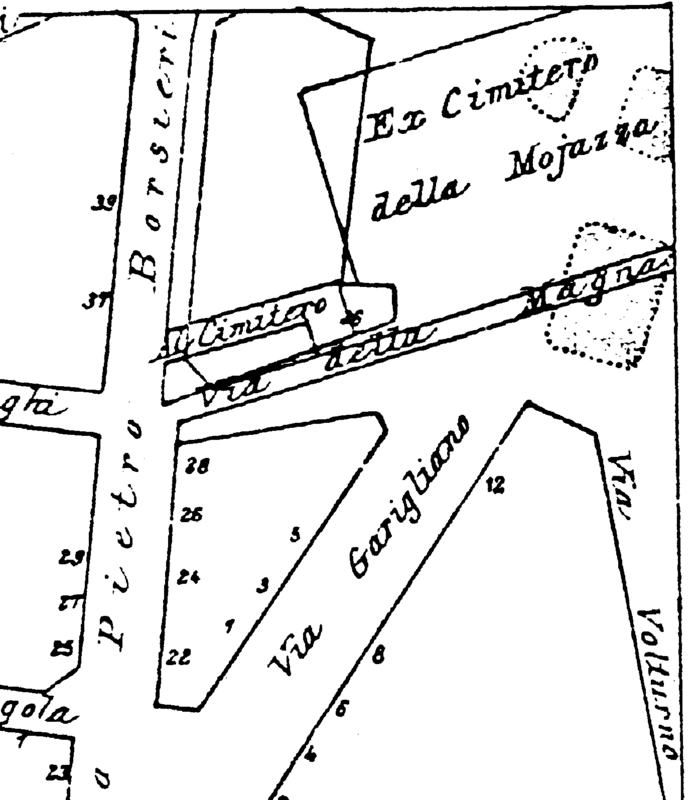
Ubicazione del secondo cimitero della Mojazza (1786-1895)

### Il secondo cimitero (1786-1895)
L'assoluta necessità di un cimitero in zona, tuttavia, portò il Comune ad acquistare 16 pertiche di terreno dei padri minimi di San Francesco da Paola (della vicina chiesa di Santa Maria alla Fontana) il 17 febbraio 1786 per disporvi il nuovo cimitero che andava così a soppiantare il precedente. Il nuovo cimitero si estendeva principalmente sull'odierna area che copre il piazzale Lagosta, più porzioni delle attuali: viale Zara, via Pola, via Volturno e via Traù; l'entrata sorgeva ad ovest, ovvero consisteva in un vialetto (strada della Magna) accessibile da via Pietro Borsieri.
Nel 1793 venne realizzata la cappelletta del cimitero, con un altare con palio di legno, sul quale era stata dipinta una raffigurazione di anime del Purgatorio, liberate dalle loro pene. Il campo cimiteriale, non troppo vasto, era caratterizzato da due viali che si incrociavano nel centro, laddove s'ergeva una colonna votiva. I morti venivano di volta in volta sotterrati senza una precisa regola, se non a discrezione del capo-sepoltore o delle famiglie dei defunti. Le persone di censo più elevato, invece, avevano il privilegio di poter essere sepolte lungo il muro di cinta, che andò via via coprendosi di numerose lapidi che ricordavano patrioti, scienziati, legislatori, letterati e artisti. Un ultimo ampliamento del cimitero fu eseguito nel 1817, con l'aggiunta di una zona incolta sul lato orientale, che andò ad aumentarne la capienza. Venne soppresso il 22 ottobre 1895.

### La Mojazza dopo la soppressione
Ripulito dai resti delle sepolture, fatte poi trasferire al Maggiore, il vecchio cimitero della Mojazza venne ceduto come campo sportivo all'Unione Sportiva Milanese. A partire dagli anni venti si procedette all'edificazione dell'area con il grosso caseggiato realizzato dall'Istituto anonimo case popolari, architetto Enrico Agostino Griffini, sorto come civico 1 di piazzale Lagosta. Una parte del muro di cinta del vecchio cimitero sopravvisse e chiude ancora oggi il secondo cortiletto dell'edificio realizzato nel 1925, dove ancora oggi si trova affissa al muro una copia della lapide dedicata a Giuseppe Parini. La restante parte di terreno, non rientrando nella lottizzazione dell'isolato, andò a confluire nel vasto piazzale Lagosta, da cui aveva origine il nuovo viale per Monza. Sono anche visibili due colonne in pietra situate all'angolo di via Lario e via Francesco Arese che delimitavano uno degli ingressi del cimitero.
Dell'esistenza, sotto il tessuto edilizio del quartiere Isola, di questi due vecchi cimiteri al giorno d'oggi s'è quasi completamente persa la memoria. Questa sembra sopravvivere soltanto all'interno del quartiere, dove qualcuno fra gli storici residenti nato e cresciuto fra la via Jacopo Dal Verme, via Angelo Della Pergola, via Cola Montano e piazzale Archinto (praticamente l'area occupata dal primo cimitero) sostiene di aver visto o sentito in passato dei fantasmi. Tragico e curioso addirittura l'aneddoto spesso riportato secondo cui al suono delle sirene, quando si fuggiva nei rifugi per salvarsi dai bombardamenti durante la Seconda guerra mondiale, capitava di vedere proiettate sulle pareti ombre terrorizzate, che sparivano poi al cessato allarme.

## Sepolture illustri

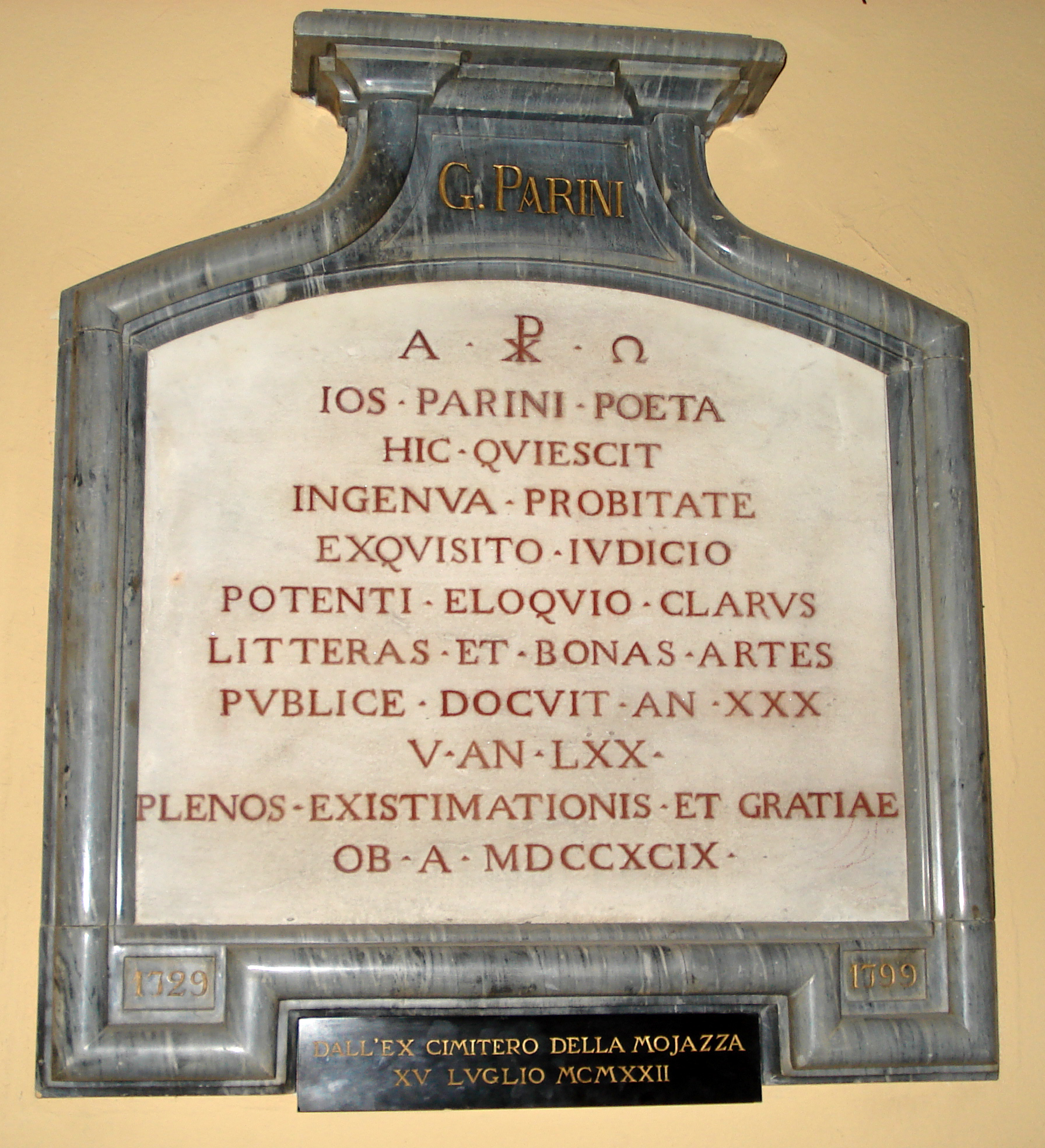
Lapide tombale di Giuseppe Parini, murata all'ingresso della Biblioteca di Brera

Diverse erano state nel corso degli anni le varie sepolture illustri che qui trovarono spazio. Dopo la sua soppressione vennero prescritte le esumazioni dei resti di diversi personaggi; tuttavia il disordinato sistema di sepoltura e una più generale approssimazione portarono alla dispersione di resti illustri o addirittura alla confusione con altre ossa anonime, conservate negli ossari comuni. Fra queste, le sepolture di Cesare Beccaria e quella di Giuseppe Parini, caratterizzata quest'ultima da una croce sulla quale la X del Monogramma di Cristo era formata da due J incrociate, in modo da significare con la lettera P «Joseph Parini Jacet». Nel giugno del 1922 la lapide sepolcrale del Parini venne ritirata dal deposito del Cimitero Monumentale da Giuseppe Trapani, economo bibliotecario della Braidense, e da lui depositata presso Brera ove sarebbe stata collocata in cima alla scala della Biblioteca. Si ritiene che tale lapide sia quella originale, un tempo collocata nel vecchio cimitero della Mojazza e portata poi nei depositi del Monumentale.
Ecco un breve prospetto cronologico in cui si ripercorrono le più illustri sepolture che vennero ospitate alla Mojazza.
- Cesare Beccaria (1738-1794), giurista ed economista milanese
- Giuseppe Parini (1729-1799), poeta e letterato milanese; la lapide è stata murata all'ingresso della Biblioteca di Brera il 15 luglio 1922
- Martin Knoller (1725-1804), celebre pittore tirolese, insegnante all'Accademia di Brera
- Giuseppe Prina (1766-1814), sventurato ministro delle Finanze del Regno d'Italia
- Francesco Melzi d'Eril (1753-1816), nobile milanese, vicepresidente della Repubblica Italiana
- Scipione Breislack (1750-1826), geologo e naturalista italiano, di origini svedesi
- Camillo Pacetti (1758 - 1826), scultore italiano; suoi lavori sono visibili sulla facciata del Duomo di Milano e all'arco della Pace
- Melchiorre Gioia (1767-1829), noto economista e intellettuale milanese.[4] Il nome è però indicato, probabilmente erroneamente, anche al Fopponino di Porta Vercellina[5]
- Angelo Cesaris (1749-1832), abate e astronomo, direttore dell'Osservatorio astronomico di Brera[6]
- Barnaba Oriani (1752-1832), matematico e astronomo milanese[7]; la lapide è stata trasportata nell'atrio della Certosa di Garegnano[8]. Il nome è però indicato, probabilmente erroneamente, anche al Fopponino di Porta Vercellina[5]
- Pietro Pestagalli (1776-1853), architetto milanese
- Alessandro Sidoli (1812-1855), architetto cremonese
- Carlo Mozart (1784-1858), funzionario municipale alla contabilità, figlio di Wolfgang Amadeus Mozart[9]

## Galleria d'immagini

### La Mojazza, frammento della Milano Vecchia; impressioni e note di Gaetano Crespi, Milano, 1911

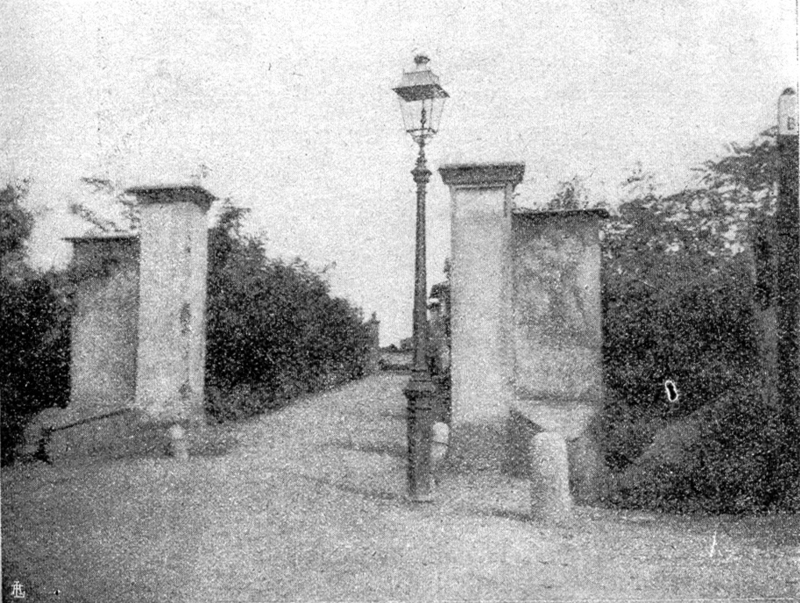
L'ingresso da via Borsieri
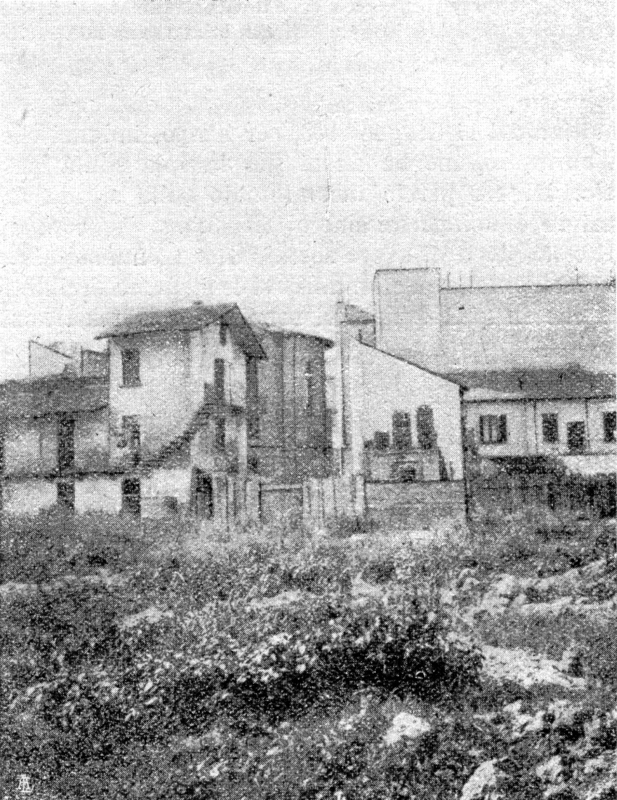
Veduta interna
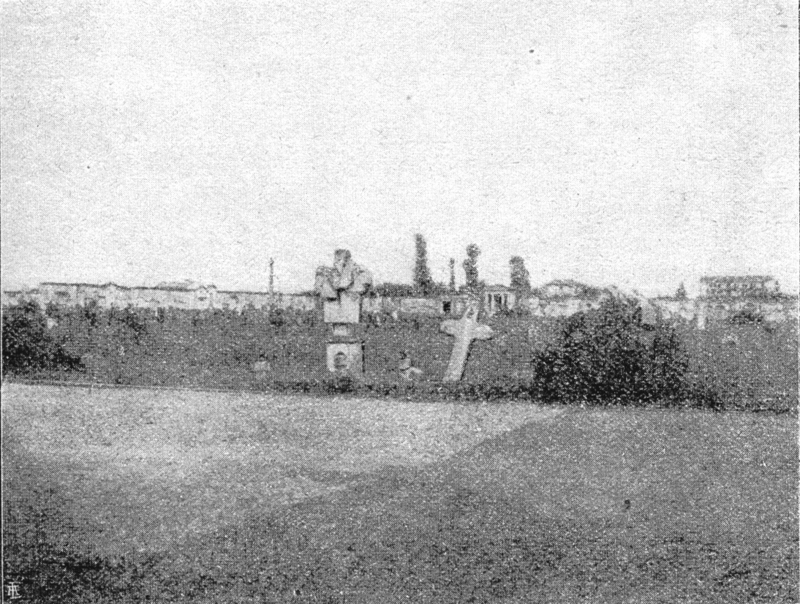
Veduta interna
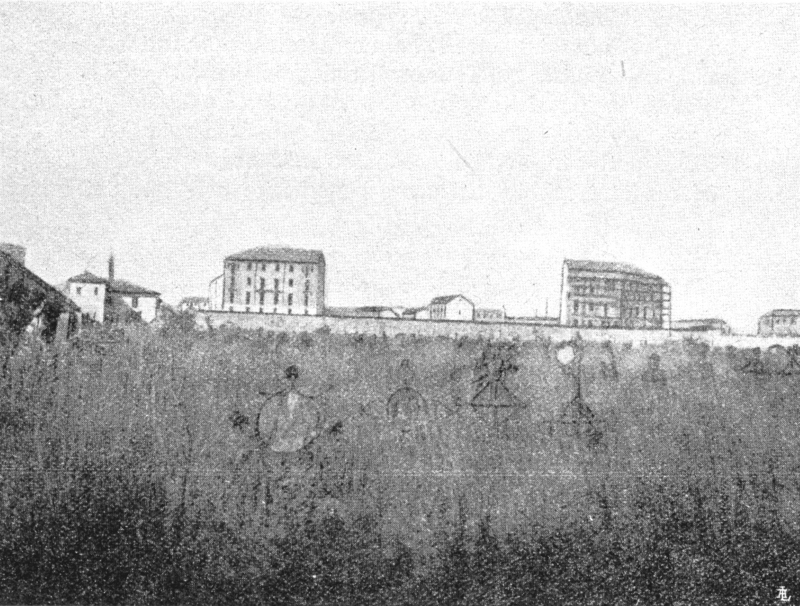
Veduta interna
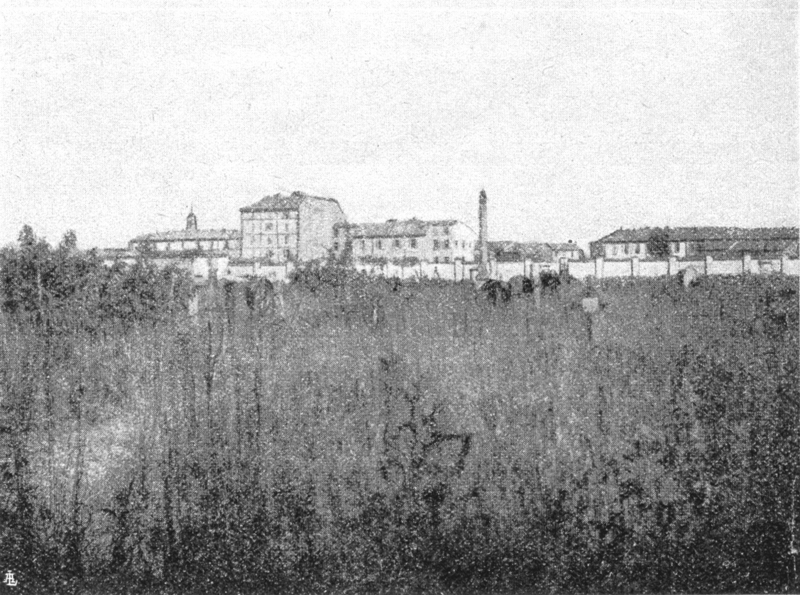
Veduta interna
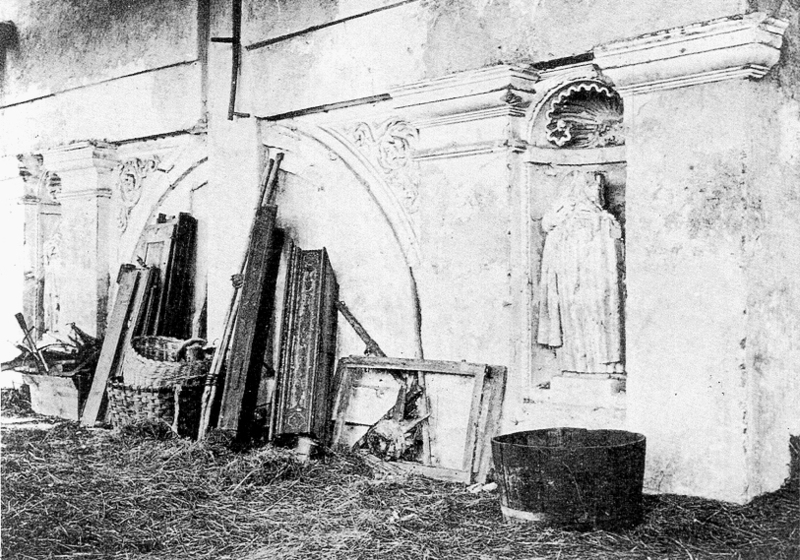
Interni
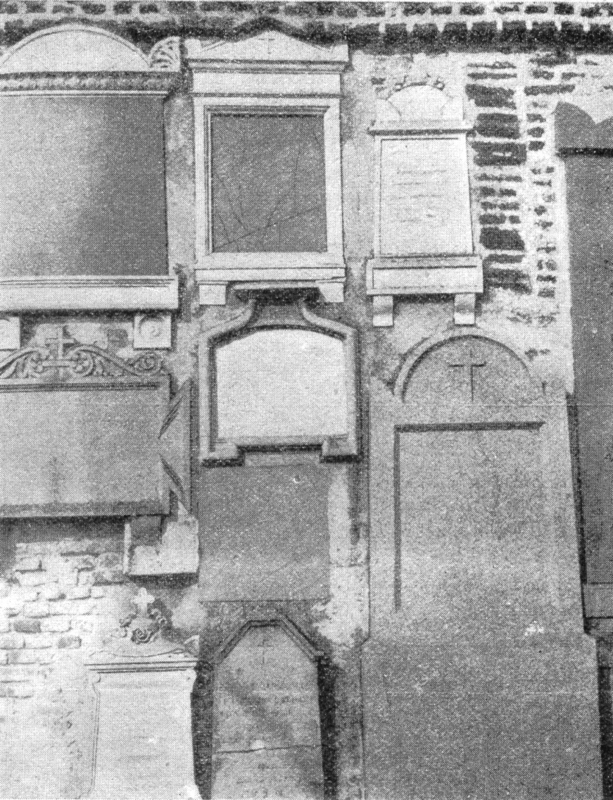
Lapidi lungo il muricciolo; la più piccola posta al centro è, probabilmente, quella di Giuseppe Parini
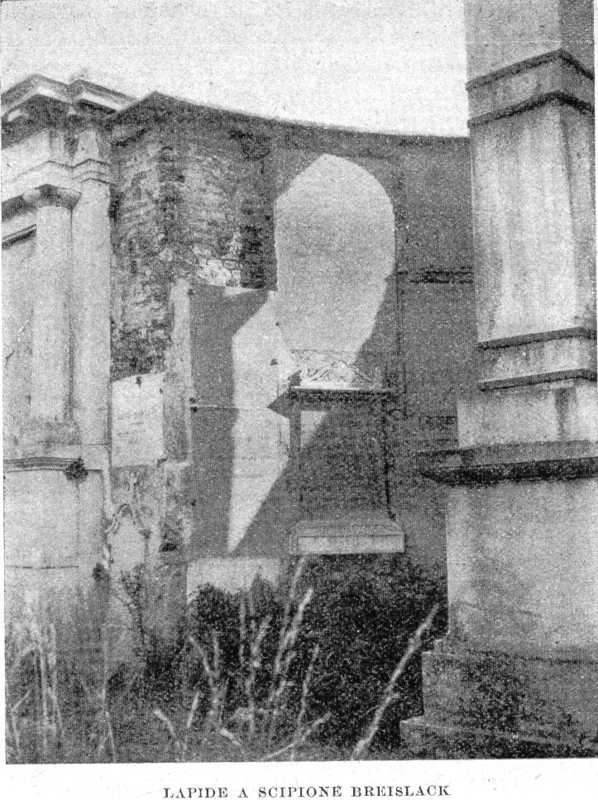
Lapide a Scipione Breislack
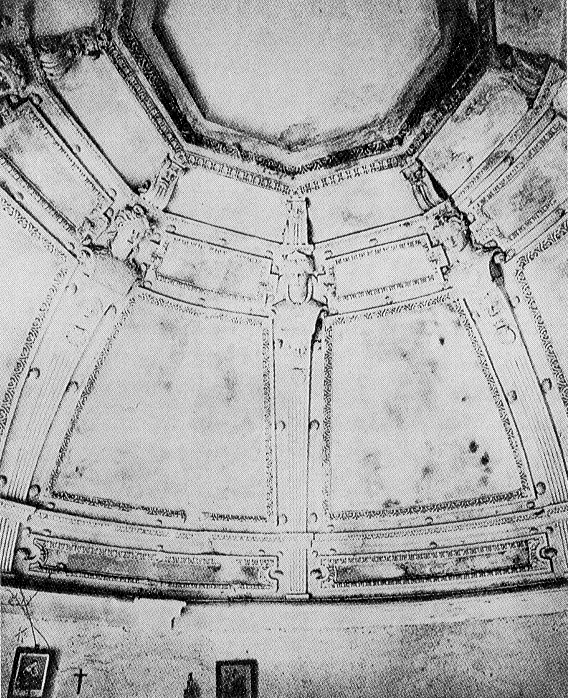
Cupola della cappella
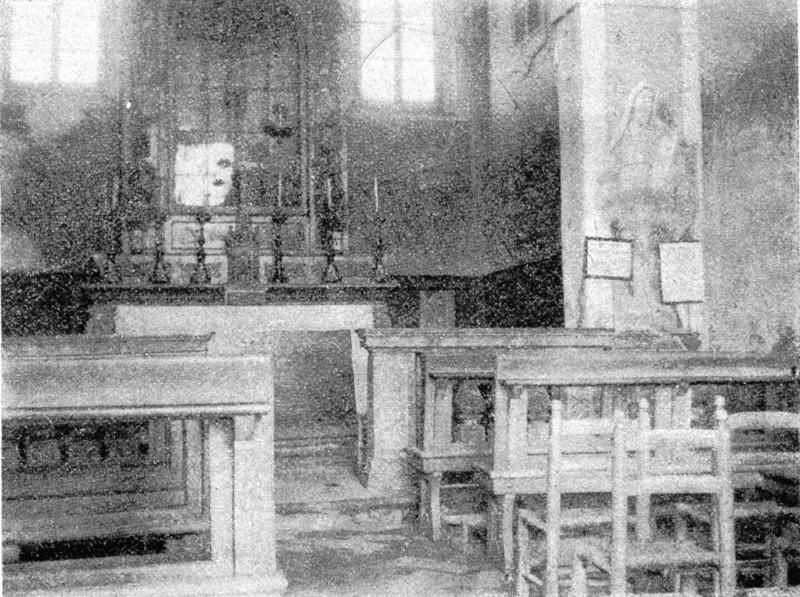
Interno della cappella